# Чемпіонат Європи з легкої атлетики 1971
Чемпіонат Європи з легкої атлетики 1971 був проведений 10-15 серпня в Гельсінкі на Олімпійському стадіоні.
На чемпіонаті було встановлено три світові рекорди, авторами яких стали Карін Бурнеляйт в бігу на 1500 метрів (4.09,62), жіноча збірна НДР в естафетному бігу 4×400 метрів (3.29,28) та Фаїна Мельник в метанні диска (64,22 м).
Новими європейськими рекордами відзначились Гартмут Брізенік у штовханні ядра (21,08 м) та жіноча збірна ФРН в естафетному бігу 4×100 метрів (43,28).

## Призери

### Чоловіки
| Дисципліни                | Золото                                                               | Золото         | Срібло                                                                 | Срібло         | Бронза                                                                   | Бронза      |
| ------------------------- | -------------------------------------------------------------------- | -------------- | ---------------------------------------------------------------------- | -------------- | ------------------------------------------------------------------------ | ----------- |
| 100 метрів                | Валерій Борзов СРСР                                                  | 10,27 CR       | Герхард Вухерер ФРН                                                    | 10,49          | Васіліс Папагеоргопулос Греція                                           | 10,56       |
| 200 метрів                | Валерій Борзов СРСР                                                  | 20,31 CR       | Франц-Петер Гофмайстер ФРН                                             | 20,71          | Йорг Пфайфер НДР                                                         | 20,73       |
| 400 метрів                | Девід Дженкінс Велика Британія                                       | 45,45 CR NR    | Марчелло Ф'ясконаро Італія                                             | 45,49 NR       | Ян Вернер Польща                                                         | 45,57 NR    |
| 800 метрів                | Євген Аржанов СРСР                                                   | 1.45,62 CR     | Дітер Фромм НДР                                                        | 1.45,96        | Енді Картер Велика Британія                                              | 1.46,16 NR  |
| 1500 метрів               | Франческо Арезе Італія                                               | 3.38,43 CR     | Генрик Шордиковський Польща                                            | 3.38,73        | Брендан Фостер Велика Британія                                           | 3.39,24     |
| 5000 метрів               | Юха Вяятяйнен Фінляндія                                              | 13.32,48 CR NR | Жан Ваду Франція                                                       | 13.33,56       | Гаральд Норпот ФРН                                                       | 13.33,79    |
| 10000 метрів              | Юха Вяятяйнен Фінляндія                                              | 27.52,78 CR NR | Юрген Газе НДР                                                         | 27.53,35 NR    | Рашид Шарафетдінов СРСР                                                  | 27.56,26 NR |
| 110 метрів з бар'єрами    | Франк Зібек НДР                                                      | 14,00          | Алан Паскоу Велика Британія                                            | 14,09          | Любомір Наденичек Чехословаччина                                         | 14,31       |
| 400 метрів з бар'єрами    | Жан-Клод Налле Франція                                               | 49,15 CR       | Крістіан Рудольф НДР                                                   | 49,34          | Дмитро Стукалов СРСР                                                     | 50,04       |
| 3000 метрів з перешкодами | Жан-Поль Вієн Франція                                                | 8.25,12 NR     | Душан Моравчик Чехословаччина                                          | 8.26,11 NR     | Павло Сисоєв СРСР                                                        | 8.26,42     |
| 4×100 метрів              | Чехословаччина Ладислав Кржиж Юрай Демеч Їржі Кинос Людек Богман     | 39,32 NR       | Польща Герард Грамсе Тадеуш Цух Зенон Новош Мар'ян Дудзяк              | 39,72          | Італія Вінченцо Гуеріні П'єтро Меннеа Паскуаліно Абеті Енніо Преатоні    | 39,78       |
| 4×400 метрів              | ФРН Горст-Рюдігер Шлеске Томас Йордан Мартін Єллінгхаус Герман Келер | 3.02,94        | Польща Анджей Баденський Ян Баляховський Вальдемар Корицький Ян Вернер | 3.03,64        | Італія Лоренцо Челлеріно Джакомо Пуозі Серджіо Белло Марчелло Ф'ясконаро | 3.04,58     |
|                           |                                                                      |                |                                                                        |                |                                                                          |             |
| Марафон                   | Карел Лісмон Бельгія                                                 | 2:13.09,0 CR   | Тревор Райт Велика Британія                                            | 2:13.59,7      | Рон Гілл Велика Британія                                                 | 2:14.34,9   |
| Ходьба 20 кілометрів      | Микола Смага СРСР                                                    | 1:27.20,2 CR   | Герхард Шперлінг НДР                                                   | 1:27.29,0      | Пол Нігілл Велика Британія                                               | 1:27.34,8   |
| Ходьба 50 кілометрів      | Веніамін Солдатенко СРСР                                             | 4:02.22,0 CR   | Крістоф Гене НДР                                                       | 4:04.45,2      | Петер Зельцер НДР                                                        | 4:06.11,0   |
|                           |                                                                      |                |                                                                        |                |                                                                          |             |
| Стрибки у висоту          | Кестутіс Шапка СРСР                                                  | 2,20           | Чаба Доса Румунія                                                      | 2,20 NR        | Рустам Ахметов СРСР                                                      | 2,20        |
| Стрибки з жердиною        | Вольфганг Нордвіг НДР                                                | 5,35 CR        | Челль Ісакссон Швеція                                                  | 5,30           | Ренато Діонізі Італія                                                    | 5,30        |
| Стрибки у довжину         | Макс Клаусс НДР                                                      | 7,92           | Ігор Тер-Ованесян СРСР                                                 | 7,91w          | Станіслав Шудрович Польща                                                | 7,87        |
| Потрійний стрибок         | Йорг Дремель НДР                                                     | 17,16w         | Віктор Санєєв СРСР                                                     | 17,10w         | Карол Корбу Румунія                                                      | 16,87       |
| Штовхання ядра            | Гартмут Брізенік НДР                                                 | 21,08 ER CR    | Гайнц-Йоахім Ротенбург НДР                                             | 20,47          | Владислав Комар Польща                                                   | 20,04       |
| Метання диска             | Людвік Данек Чехословаччина                                          | 63,90 CR       | Лотар Мільде НДР                                                       | 61,62          | Геза Феєр Угорщина                                                       | 61,54       |
| Метання молота            | Уве Баєр ФРН                                                         | 72,36          | Райнхард Таймер НДР                                                    | 71,80          | Анатолій Бондарчук СРСР                                                  | 71,40       |
| Метання списа             | Яніс Лусіс СРСР                                                      | 90,68          | Яніс Доніньш СРСР                                                      | 85,30          | Вольфганг Ганіш НДР                                                      | 84,22       |
|                           |                                                                      |                |                                                                        |                |                                                                          |             |
| Десятиборство             | Йоахім Кірст НДР                                                     | 8196 CR (8188) | Леннарт Гедмарк Швеція                                                 | 8038 NR (8054) | Ганс-Йоахім Вальде ФРН                                                   | 7951 (7927) |

### Жінки
| Дисципліни             | Золото                                                               | Золото         | Срібло                                                         | Срібло      | Бронза                                                                 | Бронза      |
| ---------------------- | -------------------------------------------------------------------- | -------------- | -------------------------------------------------------------- | ----------- | ---------------------------------------------------------------------- | ----------- |
| 100 метрів             | Ренате Штехер НДР                                                    | 11,35 CR       | Інгрід Міклер ФРН                                              | 11,46       | Ельфгард Шиттенхельм ФРН                                               | 11,51       |
| 200 метрів             | Ренате Штехер НДР                                                    | 22,70 CR       | Балог Дьєрдьї Угорщина                                         | 23,26       | Ірена Шевінська Польща                                                 | 23,32       |
| 400 метрів             | Гельга Зайдлер НДР                                                   | 52,14 NR       | Інге Беддінг ФРН                                               | 52,90       | Інгелор Лохсе НДР                                                      | 52,93       |
| 800 метрів             | Вера Ніколич Югославія                                               | 2.00,00 CR NR  | Патрісія Лоу Велика Британія                                   | 2.01,66     | Розмарі Стерлінг Велика Британія                                       | 2.02,08     |
| 1500 метрів            | Карін Бурнеляйт НДР                                                  | 4.09,62 WR CR  | Гунхільд Гоффмайстер НДР                                       | 4.10,31     | Еллен Тіттель ФРН                                                      | 4.10,35 NR  |
| 100 метрів з бар'єрами | Карін Бальцер НДР                                                    | 12,94 CR       | Аннелі Ергардт НДР                                             | 12,96       | Тереза Сукневич Польща                                                 | 13,21       |
| 4×100 метрів           | ФРН Ельфгард Шиттенхельм Інге Гельтен Аннегрет Іррганг Інгрід Міклер | 43,28 ER CR    | НДР Карін Бальцер Ренате Штехер Петра Фогт Еллен Штропаль      | 43,62       | СРСР Людмила Жаркова Галина Бухаріна Марина Сидорова Надія Бесфамільна | 44,45       |
| 4×400 метрів           | НДР Ріта Кюне Інгелор Лохсе Гельга Зайдлер Моніка Церт               | 3.29,28 WR CR  | ФРН Анетте Рюккес Крістель Фрезе Гільдегард Фальк Інге Беддінг | 3.33,04     | СРСР Раїса Ніканорова Віра Попкова Надія Колесникова Наталія Чистякова | 3.34,11     |
|                        |                                                                      |                |                                                                |             |                                                                        |             |
| Стрибки у висоту       | Ілона Гузенбауер Австрія                                             | 1,87 CR        | Корнелія Попеску РумуніяБарбара Інкпен Велика Британія         | 1,85        | не вручалась                                                           |             |
| Стрибки у довжину      | Інгрід Міклер ФРН                                                    | 6,76 CR        | Мета Антенен Швейцарія                                         | 6,73 NR     | Гайде Розендаль ФРН                                                    | 6,66        |
| Штовхання ядра         | Надія Чижова СРСР                                                    | 20,16          | Маріта Ланге НДР                                               | 19,25       | Маргітта Гуммель НДР                                                   | 19,22       |
| Метання диска          | Фаїна Мельник СРСР                                                   | 64,22 WR CR    | Лізель Вестерман ФРН                                           | 61,68       | Людмила Муравйова СРСР                                                 | 59,48       |
| Метання списа          | Данієла Яворська Польща                                              | 61,00 CR       | Амелі Колоска ФРН                                              | 59,40       | Рут Фухс НДР                                                           | 59,16       |
|                        |                                                                      |                |                                                                |             |                                                                        |             |
| П'ятиборство           | Гайде Розендаль ФРН                                                  | 5299 CR (4675) | Бурглінде Поллак НДР                                           | 5275 (4638) | Маргріт Гербст НДР                                                     | 5179 (4570) |

## Медальний залік
| Місце                | Країна               | Золото | Срібло | Бронза | Загалом |
| -------------------- | -------------------- | ------ | ------ | ------ | ------- |
| 1                    | НДР                  | 13     | 13     | 7      | 33      |
| 2                    | СРСР                 | 9      | 3      | 8      | 20      |
| 3                    | ФРН                  | 4      | 7      | 5      | 16      |
| 4                    | Чехословаччина       | 2      | 1      | 1      | 4       |
| 5                    | Франція              | 2      | 1      | 0      | 3       |
| 6                    | Фінляндія            | 2      | 0      | 0      | 2       |
| 7                    | Велика Британія      | 1      | 3      | 6      | 10      |
| 8                    | Польща               | 1      | 3      | 5      | 9       |
| 9                    | Італія               | 1      | 1      | 3      | 5       |
| 10                   | Югославія            | 1      | 0      | 0      | 1       |
| 10                   | Австрія              | 1      | 0      | 0      | 1       |
| 10                   | Бельгія              | 1      | 0      | 0      | 1       |
| 13                   | Румунія              | 0      | 2      | 1      | 3       |
| 14                   | Швеція               | 0      | 2      | 0      | 2       |
| 15                   | Угорщина             | 0      | 1      | 1      | 2       |
| 16                   | Швейцарія            | 0      | 1      | 0      | 1       |
| 17                   | Греція               | 0      | 0      | 1      | 1       |
| Загалом (17 збірних) | Загалом (17 збірних) | 38     | 38     | 38     | 114     |